# Осаки (город)
Осаки (яп. 大崎市 О:саки-си) — город в Японии, находящийся в префектуре Мияги. Площадь города составляет 796,76 км², население — 135 046 человек (31 июля 2014), плотность населения — 169,49 чел./км².

## Географическое положение
Город расположен на острове Хонсю в префектуре Мияги региона Тохоку. С ним граничат города Томе, Курихара, Юдзава, посёлки Мисато, Вакуя, Мацусима, Осато, Сикама, Ками, Могами и село Охира.

## Население
Население города составляет 135 046 человек (31 июля 2014), а плотность — 169,49 чел./км². Изменение численности населения с 1980 по 2005 годы:
| 1980 | 130 266 чел. |  |
| 1985 | 133 439 чел. |  |
| 1990 | 135 208 чел. |  |
| 1995 | 138 068 чел. |  |
| 2000 | 139 313 чел. |  |
| 2005 | 138 491 чел. |  |